# Ленен, Антуан
Антуан Ленен (англ. Antoine Le Nain; 1588—1648) — французский художник, один из трёх братьев Ленен.

## Биография
Родился в 1588 году в городе Лан.
Антуан был третьим из пяти сыновей зажиточного крестьянина и винодела Исаака Ленена (фр. Isaac Le Nain). Вместе со своими младшими братьями несколько лет обучался живописи, пока не отправился в Париж. Остался в этом городе до конца жизни, изредка навещая родных в Лане, где у него были владения. В Париже присоединился к братьям и с 1629 года жил с ними в аббатстве Сен-Жермен-де-Пре. Братья владели совместной мастерской, руководил которой Антуан. В 1929 году он был принят в гильдию Св. Луки.
Вместе с Луи и Матье Антуан работал над украшением знаменитой часовни Юной Девы в Сен-Жермен-де-Пре. В 1648 году он стал одним из первых членов только что созданной Королевской академии живописи и скульптуры (фр. Académie royale de peinture et de sculpture).
Умер скоропостижно 25 мая 1648 года в Париже через два дня после смерти брата Луи. Работы художника находятся во многих музеях мира, включая Детройтский институт искусств, Лондонскую национальную галерею, De Young Museum (Сан-Франциско).
Братья не всегда подписывали свои произведения, и до сих пор такие работы без авторства трудно отнести лично к кому-то из них.

Некоторые работы
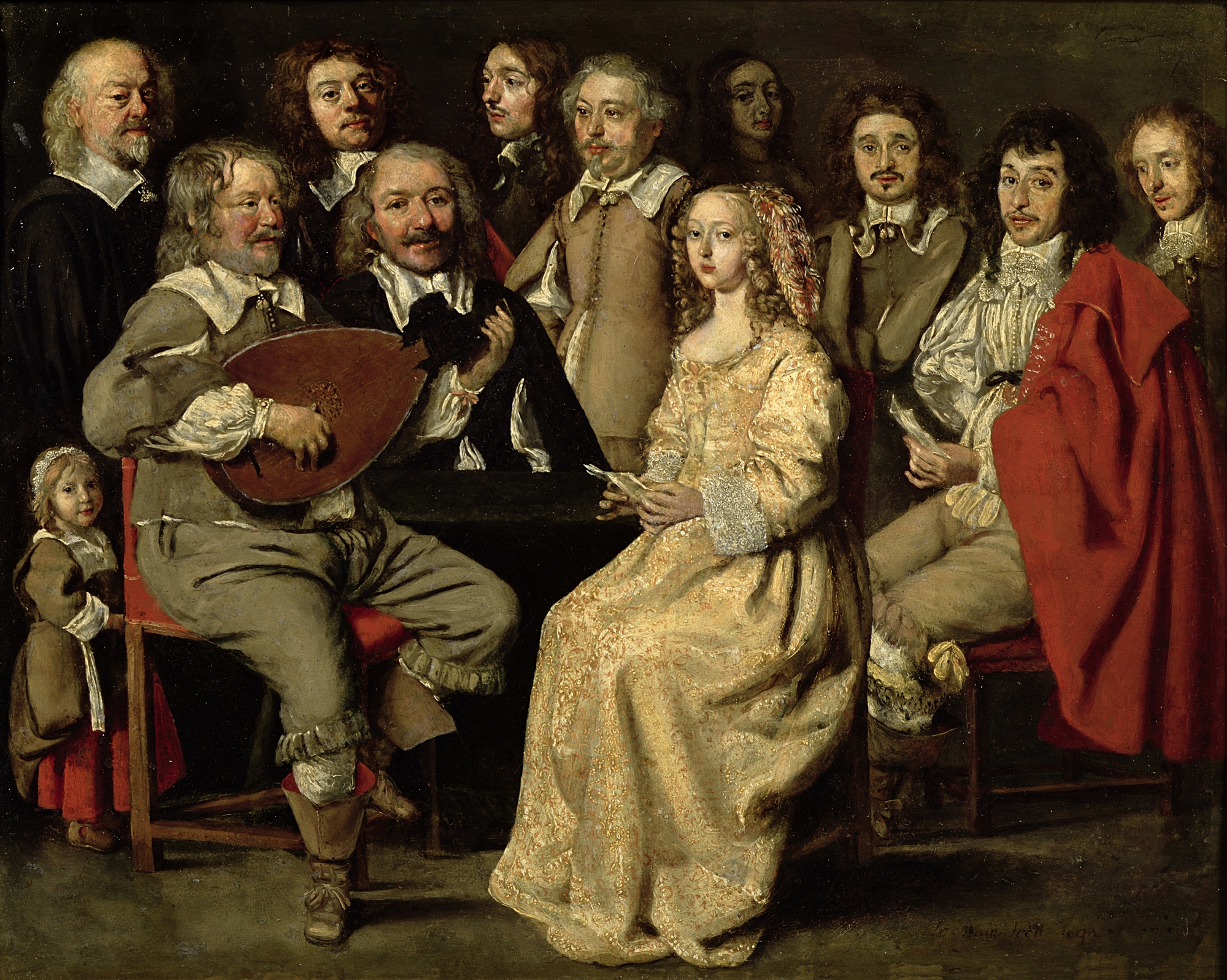
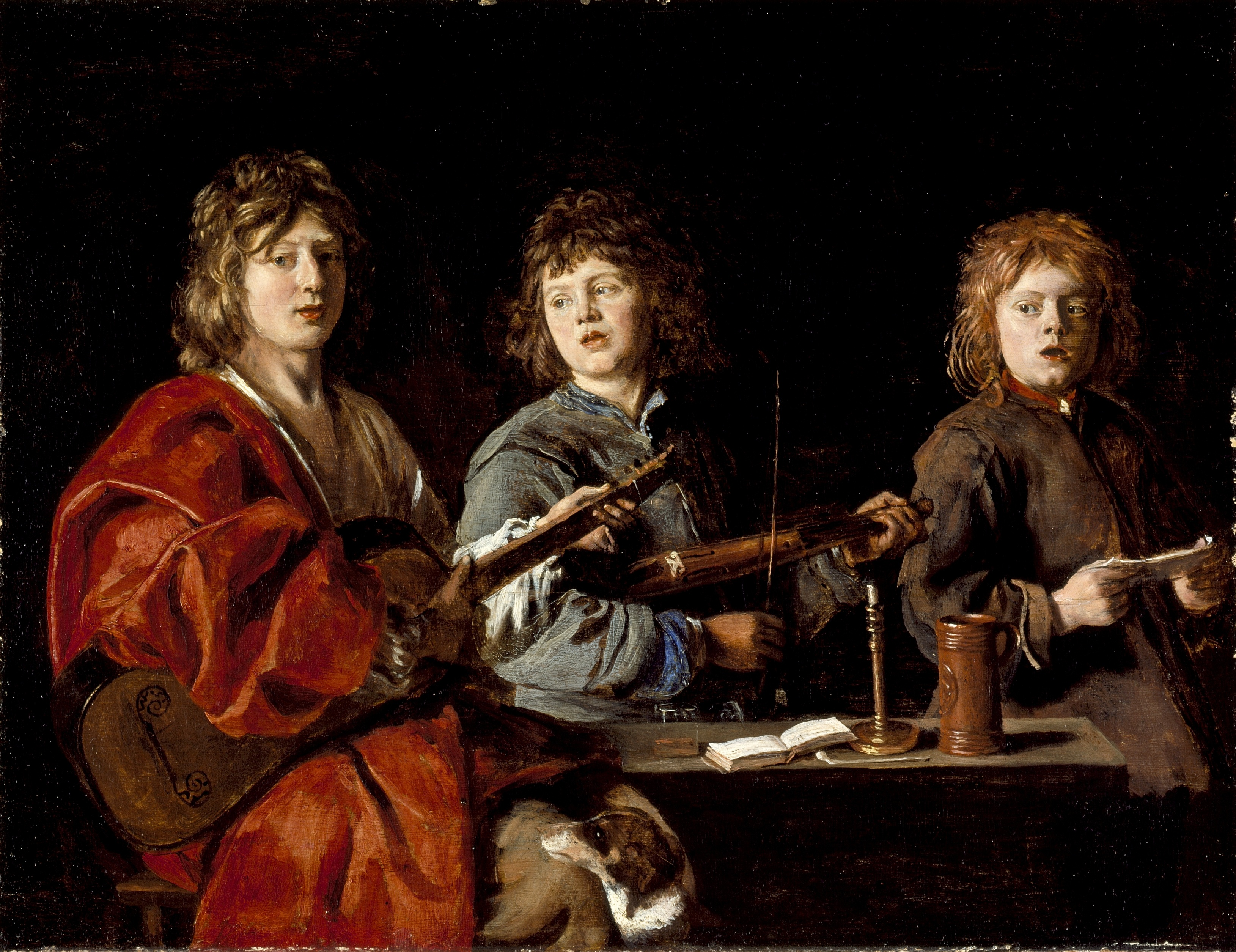
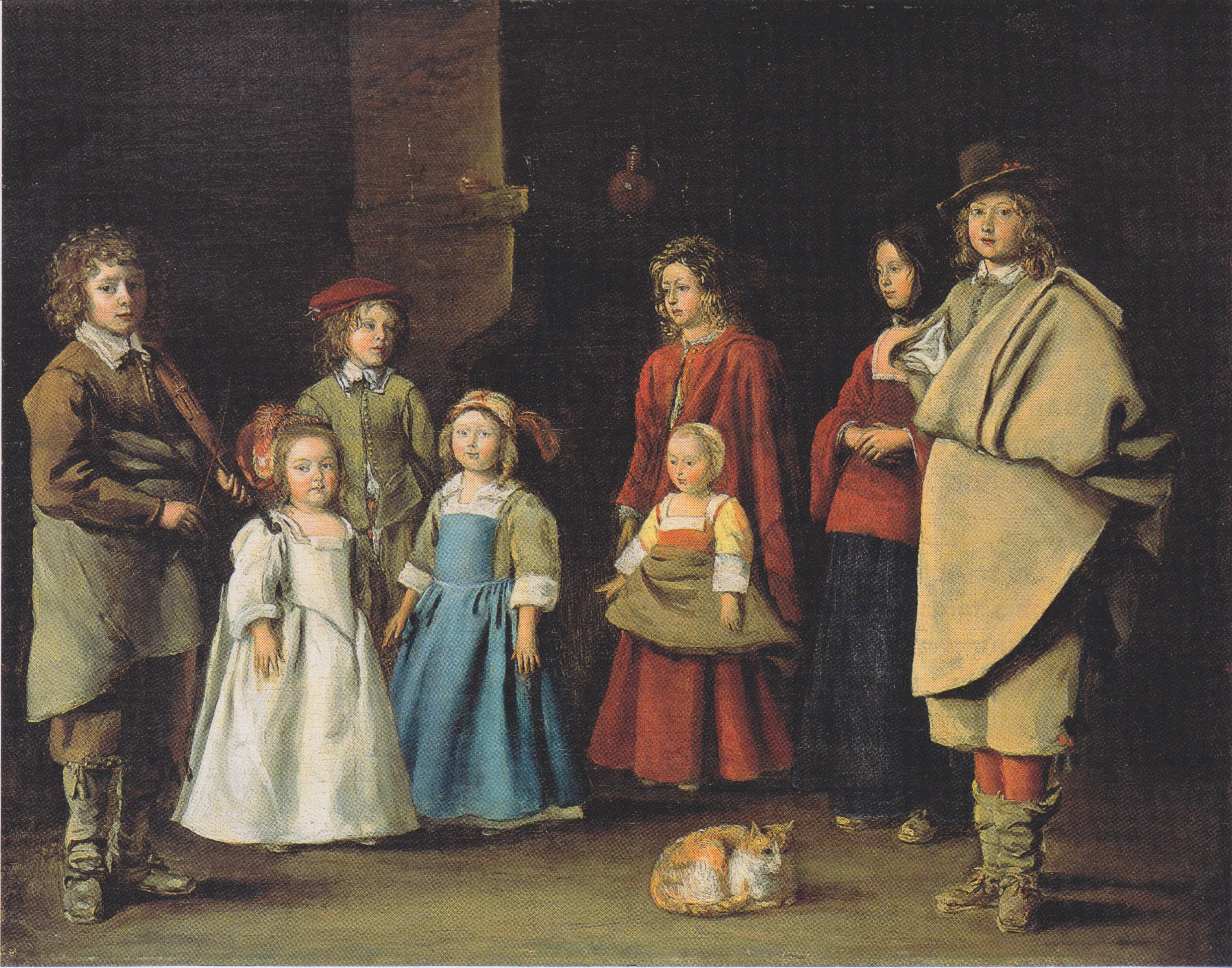